# Provincia di Chiavari
La provincia di Chiavari era un ente locale del Regno di Sardegna, con capoluogo Chiavari. Secondo la struttura amministrativa sabauda preunitaria, corrispondeva al livello denominato in Francia come Arrondissement. Con il Decreto Rattazzi del 1859 assunse il nuovo nome di Circondario di Chiavari ed in tale veste, e nel Regno d'Italia, esistette fino al 1926 quando fu inglobato nel circondario di Genova.

## Storia

### Nascita dell'istituzione
La provincia divenne pienamente operativa il 1º gennaio 1819, in virtù degli effetti della riorganizzazione amministrativa del Regno sancita il 10 novembre 1818.
Chiavari capoluogo di un territorio che già nel periodo napoleonico, durante la dominazione del Primo Impero francese (1805-1814), fu la sede del Dipartimento degli Appennini che ebbe una giurisdizione ben più ampia della provincia sabauda. Ancor più storicamente, e indietro nei secoli, pure con la Repubblica di Genova il territorio del Chiavarese e delle valli adiacenti ebbero nella cittadina rivierasca il loro punto di riferimento economico, sociale, commerciale e, di fatto, semi amministrativo oltre la capitale genovese con la creazione del capitaneato di Chiavari (oltre a quello di Rapallo, che amministrò invece il Tigullio occidentale e la media val Fontanabuona).
Con il passaggio della Liguria nel Regno di Sardegna dal 1815 si rese quindi necessaria una nuova divisione dei territori della Riviera di Levante, con l'istituzione delle due province di Chiavari e di Levante (capoluogo La Spezia).

### La Legge Rattazzi ed il nuovo circondario di Chiavari
La Legge 23 ottobre 1859 n. 3702, anche nota come Decreto Rattazzi dal promotore ministro dell'Interno Urbano Rattazzi, riorganizzò l'organizzazione amministrativa del Regno di Sardegna, ridenominando come Province le Divisioni, e come Circondari le vecchie Province. La provincia chiavarese divenne quindi il circondario di Chiavari (avente gli stessi confini amministrativi) all'interno della Provincia di Genova.

### Suddivisione amministrativa all'atto dell'istituzione (1819)
Il territorio della provincia di Chiavari confinava ad ovest con la provincia di Genova, a nord con la provincia di Bobbio e le province di Piacenza e di Borgotaro (Ducato di Parma, Piacenza e Guastalla), ad est con la provincia di Levante. Amministrativamente comprendeva quella parte del territorio genovese di levante consto dalle zone geografiche del Tigullio, della val Fontanabuona, della val d'Aveto, della val Graveglia, della valle Sturla, della val Petronio, e di una porzione della val di Vara (la restante parte era sotto giurisdizione della provincia di Levante).
Faceva parte della Divisione di Genova del Regno di Sardegna ed era suddivisa nei seguenti mandamenti:
- mandamento I di Borzonasca
  - Borzonasca, Mezzanego
- mandamento II di Chiavari
  - Carasco, Chiavari, San Colombano, San Ruffino
- mandamento III di Sestri Levante
  - Casarza, Castiglione, Moneglia, Sestri Levante
- mandamento IV di Santo Stefano d'Aveto
  - Santo Stefano d'Aveto
- mandamento V di Rapallo
  - Portofino, Rapallo, Santa Margherita, Zoagli
- mandamento VI di Cicagna
  - Cicagna, Coreglia, Favale, Lorsica, Lumarzo, Moconesi, Neirone, Orero
- mandamento VII di Varese
  - Maissana, Varese
- mandamento VIII di Lavagna
  - Cogorno, Lavagna